# Стоян Неговански
Стоян Николов Неговански е български революционер, участник във въоръженото българско опълчение Охрана и в партизанското движение в Егейска Македония.

## Биография
Христов е роден през 1909 година в леринското село Негован, тогава в Османската империя, днес Фламбуро, Гърция. По произход е албанец християнин и е син на революционера от ВМОРО Никола Христов – Неговански. По време на окупацията на Гърция през Втората световна война се включва в дейността на Охрана във Воденско и Леринско. След Деветосептемврийския преврат от 1944 година участва в Народоосвободителната бригада „Гоце Делчев“. Умира на 2 януари 1977 година в София.